# Дель Реаль, Диего
Дие́го А́лан дель Реа́ль Гали́ндо (исп. Diego Alan del Real Galindo; род. 6 марта 1994, Монтеррей) — мексиканский легкоатлет, специалист по метанию молота. Выступает за сборную Мексики по лёгкой атлетике с 2010 года, чемпион Игр Центральной Америки и Карибского бассейна, победитель и призёр первенств национального значения, действующий рекордсмен страны, участник летних Олимпийских игр в Рио-де-Жанейро.

## Биография
Диего дель Реаль родился 6 марта 1994 года в городе Монтеррей, штат Нуэво-Леон.
Занимался лёгкой атлетикой под руководством тренера Алехандро Лавердеске. Окончил Автономный университет штата Нуэво Леон.
Впервые заявил о себе на международном уровне в сезоне 2010 года, когда вошёл в состав мексиканской национальной сборной и выступил на юношеском первенстве Центральной Америки и Карибского бассейна в Санто-Доминго, где одержал победу в программе метания молота. В той же дисциплине выступил на юношеских Олимпийских играх в Сингапуре.
В 2011 году занял шестое место на юношеском мировом первенстве в Лилле, стал серебряным призёром на юниорском панамериканском первенстве в Мирамаре, закрыл десятку сильнейших на домашних Панамериканских играх в Гвадалахаре.
В 2012 году был лучшим на юниорском первенстве Центральной Америки и Карибского бассейна в Сан-Сальвадоре, участвовал в юниорском мировом первенстве в Барселоне.
На чемпионате Центральной Америки и Карибского бассейна 2013 года в Морелии выиграл серебряную медаль в метании молота, тогда как на юниорском панамериканском первенстве в Медельине завоевал золото.
В 2014 году выиграл молодёжное первенство NACAC в Камлупсе, показал четвёртый результат на Играх Центральной Америки и Карибского бассейна в Веракрусе.
В 2015 году стал шестым на Панамериканских играх в Торонто, взял бронзу на чемпионате NACAC в Сан-Хосе.
В апреле 2016 года на соревнованиях в Керетаро установил ныне действующий национальный рекорд Мексики в метании молота — 77,49 метра. В июле добавил в послужной список золотую награду, полученную на молодёжном первенстве NACAC в Сан-Сальвадоре. Выполнив олимпийский квалификационный норматив, удостоился права защищать честь страны на летних Олимпийских играх в Рио-де-Жанейро — в метании молота благополучно преодолел предварительный квалификационный этап, в финале с результатом 76,05 метра расположился на четвёртой позиции.
После Олимпиады в Рио дель Реаль остался в составе мексиканской легкоатлетической сборной и продолжил принимать участие в крупнейших международных турнирах. Так, в 2017 году он отметился выступлением на чемпионате мира в Лондоне и на Универсиаде в Тайбэе.
В 2018 году одержал победу на Играх Центральной Америки и Карибского бассейна в Барранкилье.
В 2019 году стал четвёртым на Панамериканских играх в Лиме, участвовал в чемпионате мира в Дохе.